# Диделите, Гражина Альбертасовна
Гражина Альбертасовна Диделите (лит. Gražina Didelytė, 2 октября 1938, Каунас — 2 января 2007, Вильнюс) — литовская художница-график и книжный иллюстратор.

## Биография
Гражина Диделите родилась в пригородном (на тот момент) районе Каунаса в 1938 году. В 1957 году окончила Каунасскую среднюю школу Саломеи Нерис. Позже она изучала химию в Каунасском политехническом институте, но в 1961 году поступила в Литовский институт искусств и в 1967 году окончила факультет графики.
С 1968 года Диделите начала свою карьеру художницы. Она принимала участие в отечественных и зарубежных выставках, иллюстрировала книги, оформляла экслибрисы. В 1970—1980-е годы она активно участвовала в этнографических экспедициях, фольклорных праздниках, походах по важным историческим местам Литвы. Из-за этой деятельности она находилась под следствием советских органов безопасности.
В 1977 году Диделите переехала из Каунаса в Вильнюс, где у неё появилась студия. Позже она часто останавливалась в лагере в Дзукии и купила усадьбу в деревне Рудня (Руднеле). С 1995 по 2006 год она постоянно жила в отдалённой деревне Рудня (иногда совсем одна во всей деревне) и открыла там в 2005 году свою галерею «Andeinė».
В октябре 2006 года она получила травму и уехала в Вильнюс, где в следующем году умерла.

## Работы
Гражина Диделите участвовала примерно в 30 выставках в Литве, Чехословакии (в 1977, 1983), Польше (в 1977), Латвии (в 1984—1985), Финляндии (в 1993—1994), Японии (в 1996). Оформила около 700 экслибрисов, а также множество репродукций (циклы офортов «Песня о дереве» в 1970 году, «Литва Свирскиса» в 1975 году, «О, Родина» в 1976 году, «Памяти Винцаса Миколайтиса-Путинаса» в 1978 году, «Мгновения» в 1982 году, «Болото Рудня» в 1991 году), графические произведения, книжные иллюстрации (к сборникам стихов Юстинаса Марцинкявичюса, Казиса Брадунаса, Алдоны Пуйшите, Гинтаутаса Иешмантаса, Чесловаса Масайтиса, Альгимантаса Балтакиса и других). Во время своего пребывания в Руднеле она создала цикл, посвященный местной природе, «Dainavos klodai» («Дайнавский пласт»).

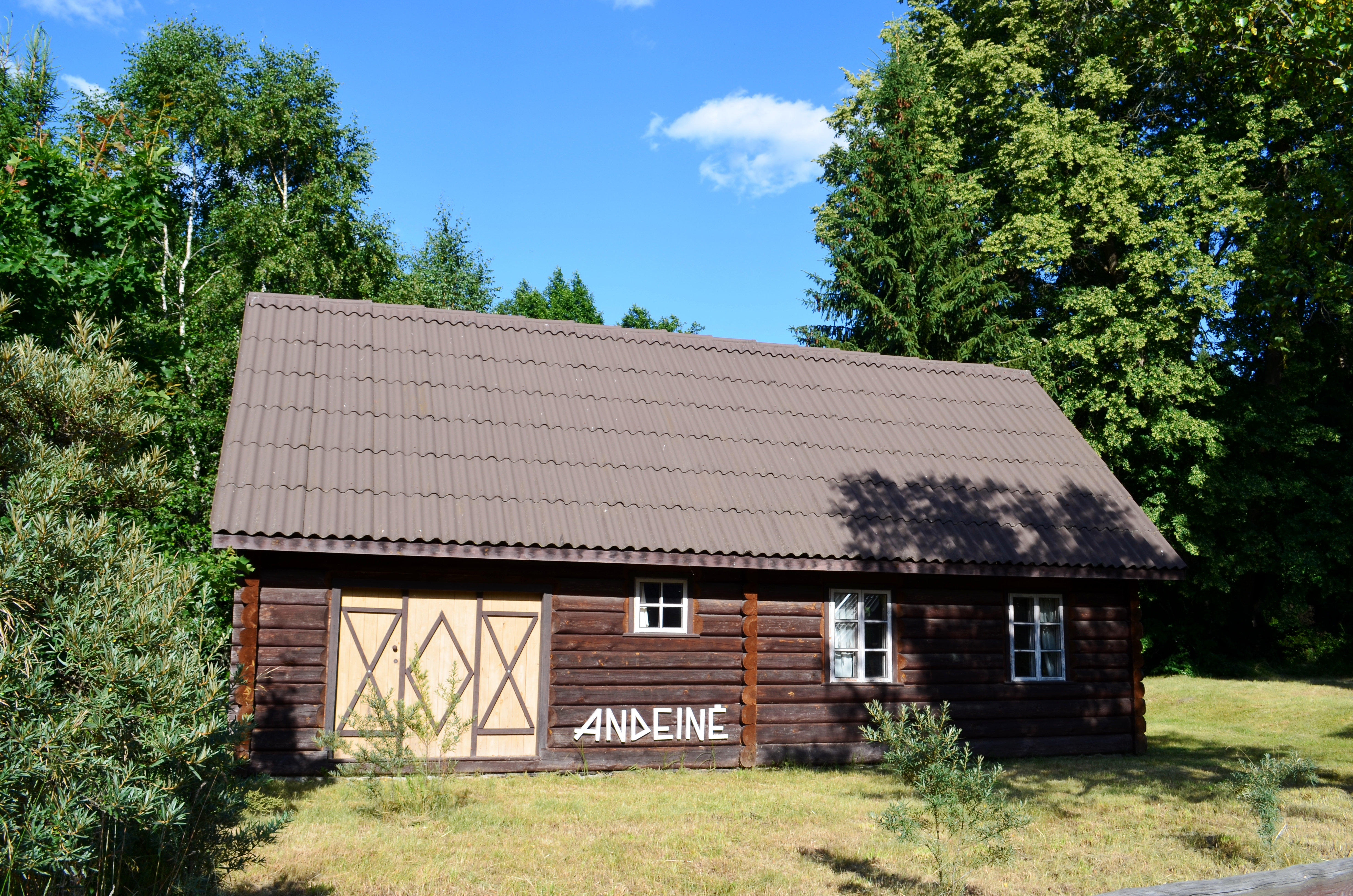
Галерея Андейне в селе Рудня

Диделите использовала метафорический стиль, изображая внутренние человеческие эмоции, мифические, этнографические мотивы, элементы природы. В более поздних работах она исследовала темы изгнания и послевоенного сопротивления.